# Cody Rhodes
Cody Rhodes, född 30 juni 1985 i Marietta, Georgia, är en amerikansk fribrottare som sedan april 2022 är signerad med World Wrestling Entertainment där han även brottades mellan 2006 och 2016. Mellan 2017 och februari 2022 brottades han i All Elite Wrestling, AEW, där han även ett tag agerade vice verkställande direktör. 
Rhodes har tidigare uppträtt under namnen Stardust, Dusty Rhodes Jr. och Cody Runnels. Rhodes är son till fribrottaren Dusty Rhodes och bror till fribrottaren Dustin Rhodes. Han gjorde sin debut inom fribrottning den 13 maj 2006.
Rhodes vann tillsammans med Ted DiBiase World Tag Team Championship, som är ett duomästerskap. Cody Rhodes har även varit Ohio Valley Wrestlings Heavyweight Champion.
Rhodes signaturmanövrar, eller specialgrepp, är Beautiful Disaster, Alabama Slamma, Silver Spoon DDT och Cross Rhodes.